# Alan Roscoe
Alan Roscoe (Nashville, Tennessee, 23 de agosto de 1887 – Hollywood, Califórnia, 8 de março de 1933) foi um ator norte-americano da era do cinema mudo.

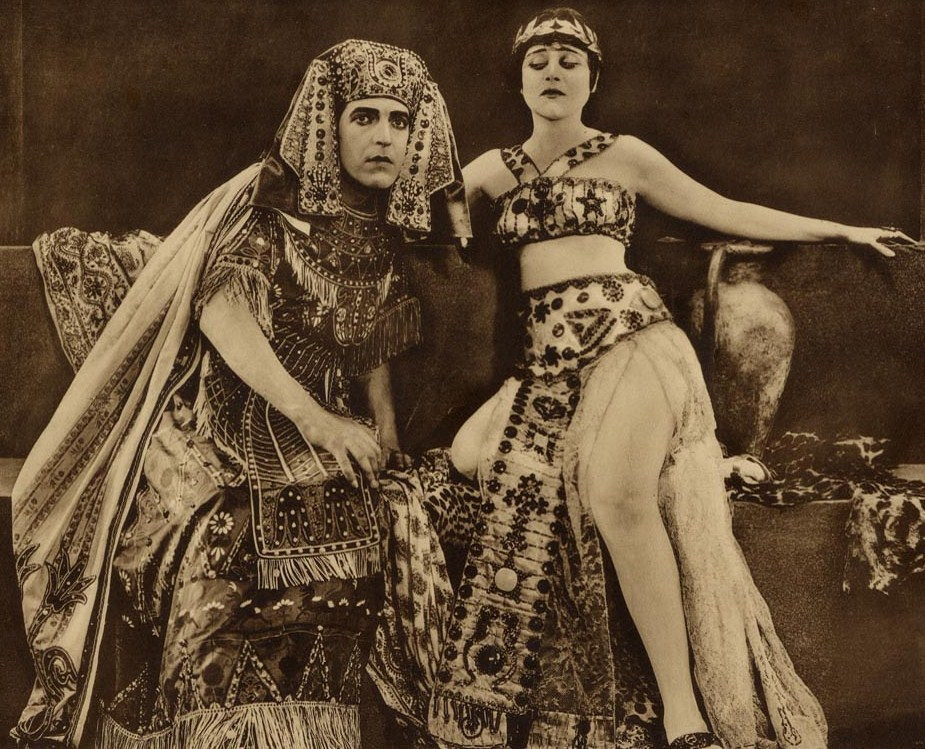
Alan Roscoe e Theda Bara em Cleopatra (1917)

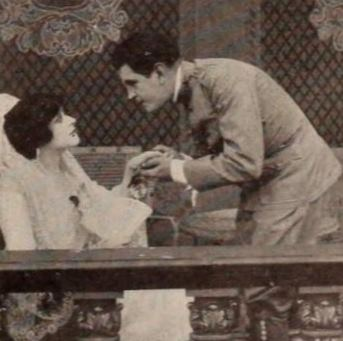
Theda Bara e Alan Roscoe em Under the Yoke (1918)

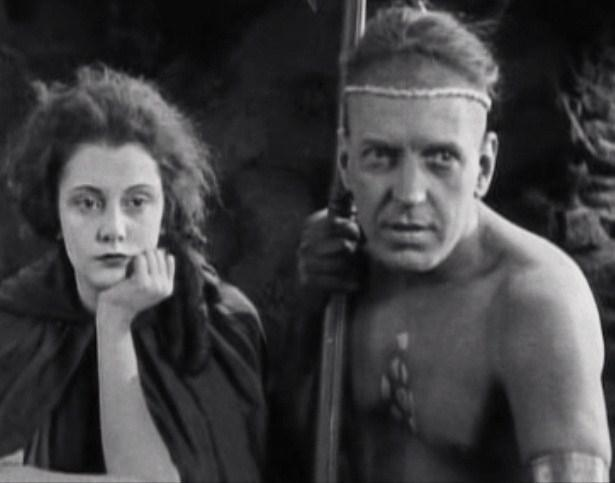
Barbara Bedford e Alan Roscoe in The Last of the Mohicans

Ele atuou em 108 filmes, entre 1915 e 1933.

## Filmografia Completa
- Graustark (1915)
- Camille (1917)
- Cleopatra (1917)
- The Shuttle (1918)
- A Soul for Sale (1918)
- The Doctor and the Woman (1918)
- Under the Yoke (1918)
- Salomé (1918)
- When a Woman Sins (1918)
- The She Devil (1918)
- The Siren's Song (1919)
- The City of Comrades (1919)
- Her Purchase Price (1919)
- Evangeline (1919)
- In Wrong (1919)
- The Branding Iron (1920)
- Her Elephant Man (1920)
- Molly and I (1920)
- The Hell Ship (1920)
- Her Unwilling Husband (1920)
- Madame X (1920)
- The Last of the Mohicans (1920)
- The Last Card (1921)
- No Trespassing (1922)
- The Man Who Saw Tomorrow (1922)
- Java Head (1923)
- The Spoilers (1923)
- A Wife's Romance (1923)
- One Glorious Night (1924)
- The Mirage (1924)
- The Chorus Lady (1924)
- The Girl of Gold (1925)
- The Lure of the Wild (1925)
- Before Midnight (1925)
- The Texas Streak (1926)
- Tentacles of the North (1926)
- Long Pants (1927)
- Duty's Reward (1927)
- The Mating Call (1928)
- The Sawdust Paradise (1928)
- Driftwood (1928)
- Modern Mothers (1928)
- His Last Haul (1928)
- Flight (1929)
- Hurricane (1929)
- Call of the West (1930)
- The Fall Guy (1930)
- Danger Lights (1930)
- Half Shot at Sunrise (1930)
- High Stakes (1931)
- Hell Divers (1931) as Captain, U.S.S. Saratoga
- The Sin Ship (1931)
- The Public Defender (1931)
- Subway Express (1931)
- Breach of Promise (1932)
- Hell Fire Austin (1932)
- A Strange Adventure (1932)
- The Last Mile (1932)
- Lucky Devils (1933)